# امیگرانت گپ (کالیفرنیا)
امیگرانت گپ (به انگلیسی: Emigrant Gap) یک منطقهٔ مسکونی در ایالات متحده آمریکا است که در شهرستان پلاسر، کالیفرنیا واقع شده‌است. امیگرانت گپ ۸۰ نفر جمعیت دارد و ۱٬۵۸۲ متر بالاتر از سطح دریا واقع شده‌است.